# Palazzo Bartolomeo Lomellino
Der Palazzo Bartolomeo Lomellino ist ein Stadtpalast in Genua, der Teil des Welterbes der UNESCO „Genoa: Le Strade Nuove and the system of the Palazzi dei Rolli“ (deutsch: Genua: Le Strade Nuove und die Palazzi dei Rolli) ist. Das Gebäude liegt in der Largo della Zecca 4.

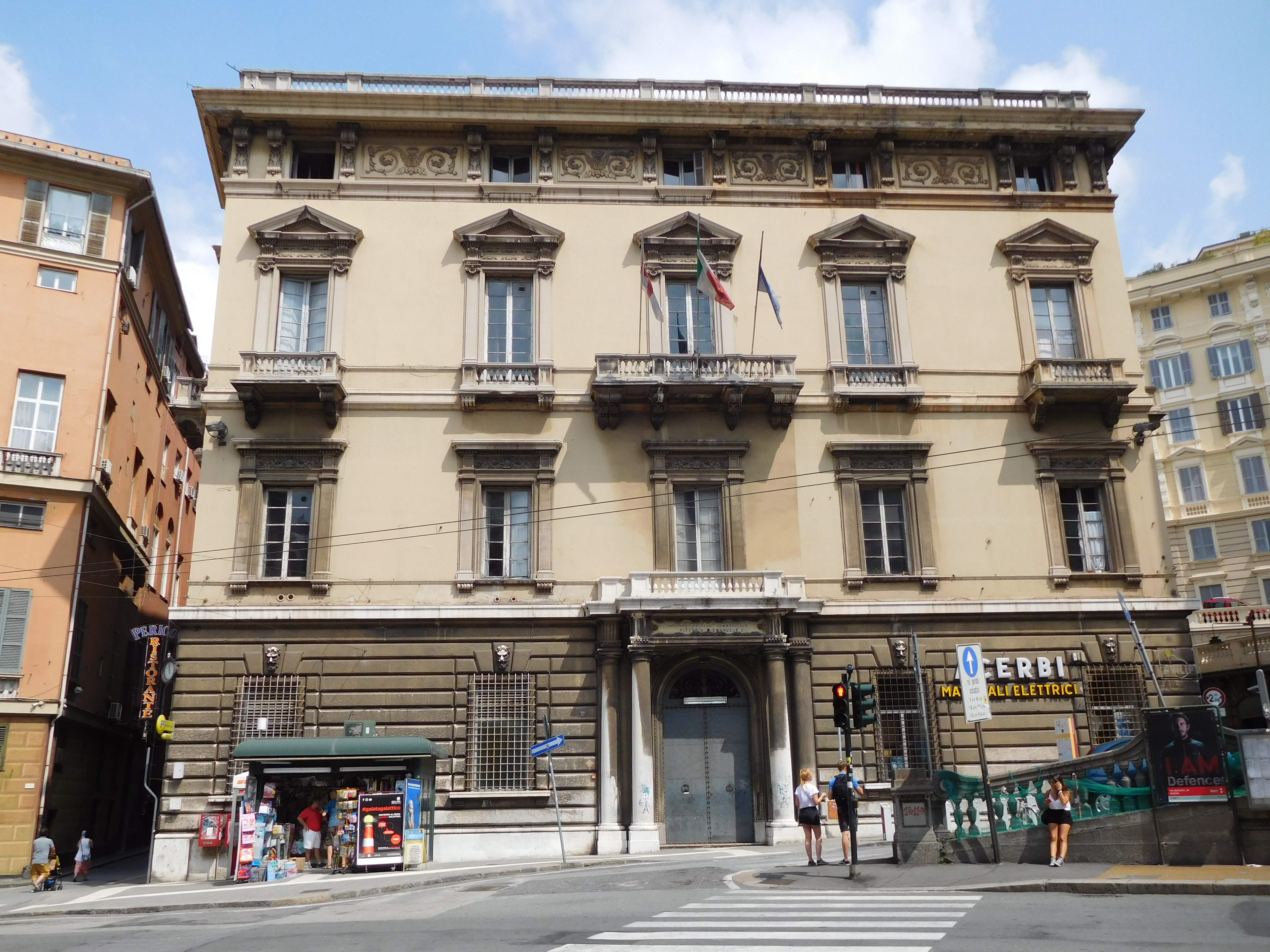
Fassade aus dem späten 19. Jh.

## Geografische Lage
Der Palazzo Bartolomeo Lomellino stand außerhalb der Stadtmauern des 12. Jahrhunderts, aber innerhalb der Stadtmauern, die 1320 und 1536 errichtet worden waren.

## Geschichte
Der Palast wurde zwischen 1565 und 1570 von Bartolomeo Lomellino am Rand des damaligen städtischen Bebauung errichtet. Der Architekt ist unbekannt.
Als einer der Palazzi dei Rolli war er in den Rolli von 1588 bis 1664 eingetragen. Nach deren Klassifizierung, den „bussoli“, zählte er 1588 zur Klasse zwei, danach immer zur Klasse eins (zu den Einzelheiten dieser Eintragungen vergleiche hier). Das Gebäude ist auch in dem Werk von Peter Paul Rubens von 1622 über die Genueser Stadtpaläste dokumentiert, wo er es ausführlich als „Palazzo I“ vorstellt.
Im Erbgang ging der Palazzo Bartolomeo Lomellino 1757  an die Familie Rostan Reggio über. 1775 erhielt Emanuele Andrea Tagliafichi den Auftrag, Garten und Innenräume neu zu gestalten. Seit 1875 war das Gebäude an die Stadt Genua vermietet, die dort ihre höhere Handelsschule (Istituto Tecnico Commerciale Vittorio Emanuele II) unterbrachte. 1892 wurde das Gebäude von der Marchesa Elisa Rostan Reggio an Edilio Raggio verkauft, der es als Schulgebäude umbauen ließ. Ende des 19. Jahrhunderts wurde die Straße vor dem Gebäude tiefer gelegt, der Keller zu einem Vollgeschoss ausgebaut und die Fassade im Stil der Neorenaissance komplett neu gestaltet. 1908 wurde das Gebäude nochmals erweitert. Die oberen Stockwerke erlitten im Zweiten Weltkrieg schwere Schäden, wobei ein erheblicher Teil der Innendekoration zerstört wurde.

## Gebäude
Die ursprüngliche Dekoration ging komplett verloren. Die Teile der wandfesten Ausstattung, Reste von Türgewänden, Marmorbüsten und Rokokostuckaturen die heute – trotz der Verluste im Zweiten Weltkrieg – noch zu sehen sind, stammen alle aus der Neugestaltung von 1775. Der Bauteil, der all die Umnutzungen und Umbauten ohne größere Beeinträchtigungen überstanden hat, ist der Innenhof.

## Bei Rubens
|  |  |  |  |

|  |  |  |  |